# حملات مارس ۲۰۱۶ بروکسل

۲۲ مارچ:
- ۷:۵۵ – ورود سه فرد مظنون به فرودگاه بروکسل
- ۷:۵۸ – وقوع دو انفجار در سالن پروازهای خروجی فرودگاه
- ۸:۰۰ – عملیات نجات و آغاز تخلیه فرودگاه
- ۸:۲۰ – متوقف شدن حمل و نقل ریلی به فرودگاه
- ۹:۱۱ – انفجار در ایستگاه متروی مالبیک
- ۹:۱۵ – افزایش سطح امنیت به بالاترین درجه
- ۹:۲۷ – به حالت تعلیق درآمدن تمامی شبکه حمل و نقل عمومی در شهر بروکسل
- ۱۱:۱۵ – لغو سفرهای ریلی یورواستار بین لندن و بروکسل تا اطلاع ثانوی
- ۱۳:۳۶ – تأیید کشته شدن حدود ۲۰ تن و زخمی شدن ۱۰۶ نفر دیگر توسط شهردار بروکسل
- ۱۳:۵۷ – خدمات آتش‌نشانی می‌گوید در فرودگاه ۱۴ تن کشته و بیش از ۹۰ تن زخمی شده‌اند

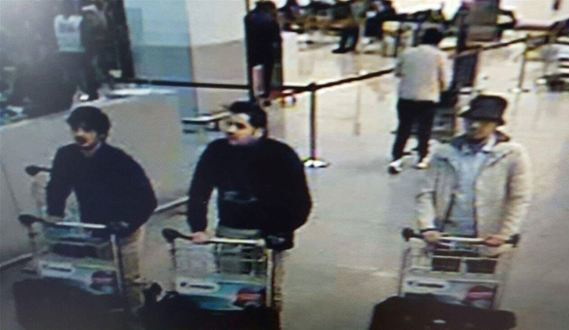

در ۲۲ مارس سال ۲۰۱۶ (۳ فروردین ۱۳۹۵) سه انفجار در بروکسل، پایتخت بلژیک رخ داد که دو انفجار آن در فرودگاه بروکسل و دیگری در ایستگاه مترو بود. در این انفجار ۳۴ نفر کشته و ۱۳۶ نفر زخمی شدند. این حملات مرگبارترین اقدام تروریستی در خاک بلژیک می‌باشند. داعش مسئولیت این حملات را برعهده گرفته‌است. شهردار زاونتم به خبرگزاری فرانسه گفت که بمب‌های مهاجمان در چمدان‌ها پنهان شده بود. شارل میشل نخست وزیر بلژیک نیز ۲۲ مارس را روز فاجعه و روزی سیاه دانست و در پی این حوادث سه روز عزای عمومی اعلام کرده‌است.

## حملات

### فرودگاه بروکسل
در ساعت ۷:۵۸ صبح به وقت بروکسل دو انفجار در فرودگاه بروکسل رخ داد. اولین انفجار در سالن پروازهای خروجی بین‌المللی در نزدیکی امریکن ایرلاینز. دومین انفجار نیز در سالن پروازهای خروجی ولی این بار در نزدیکی استارباکس رخ داد. مقامات بلژیک انتحاری بودن هر دو انفجار را تأیید کردند. گزارش‌ها حاکی از کشته شدن حدود ۱۴ نفر و زخمی شدن حدود ۹۲ نفر در سالن پروازهای خروجی است. دولت بلژیک در کشور بالاترین سطح تهدید ملی را اعلام کرد. یک شاهد عینی اظهار داشت قبل از وقوع انفجار یک نفر به زبان عربی فریاد می‌زد.

### ایستگاه متروی مالبیک
یک انفجار در ایستگاه متروی مالبیک که در نزدیکی مقر پارلمان اروپا در مرکز بروکسل قرار دارد در ساعت ۰۹:۱۱ صبح به وقت بلژیک رخ داد. ایستگاه متروی مالبیک تقریباً در فاصله ۱۰ کیلومتری فرودگاه بروکسل قرار دارد. پس از این انفجار همه خطوط متروی شهر بروکسل بسته شد. تعداد کشته شدگان در این ایستگاه حدود ۲۰ نفر و تعداد مجروحان ۱۰۶ نفر گزارش شده‌است.

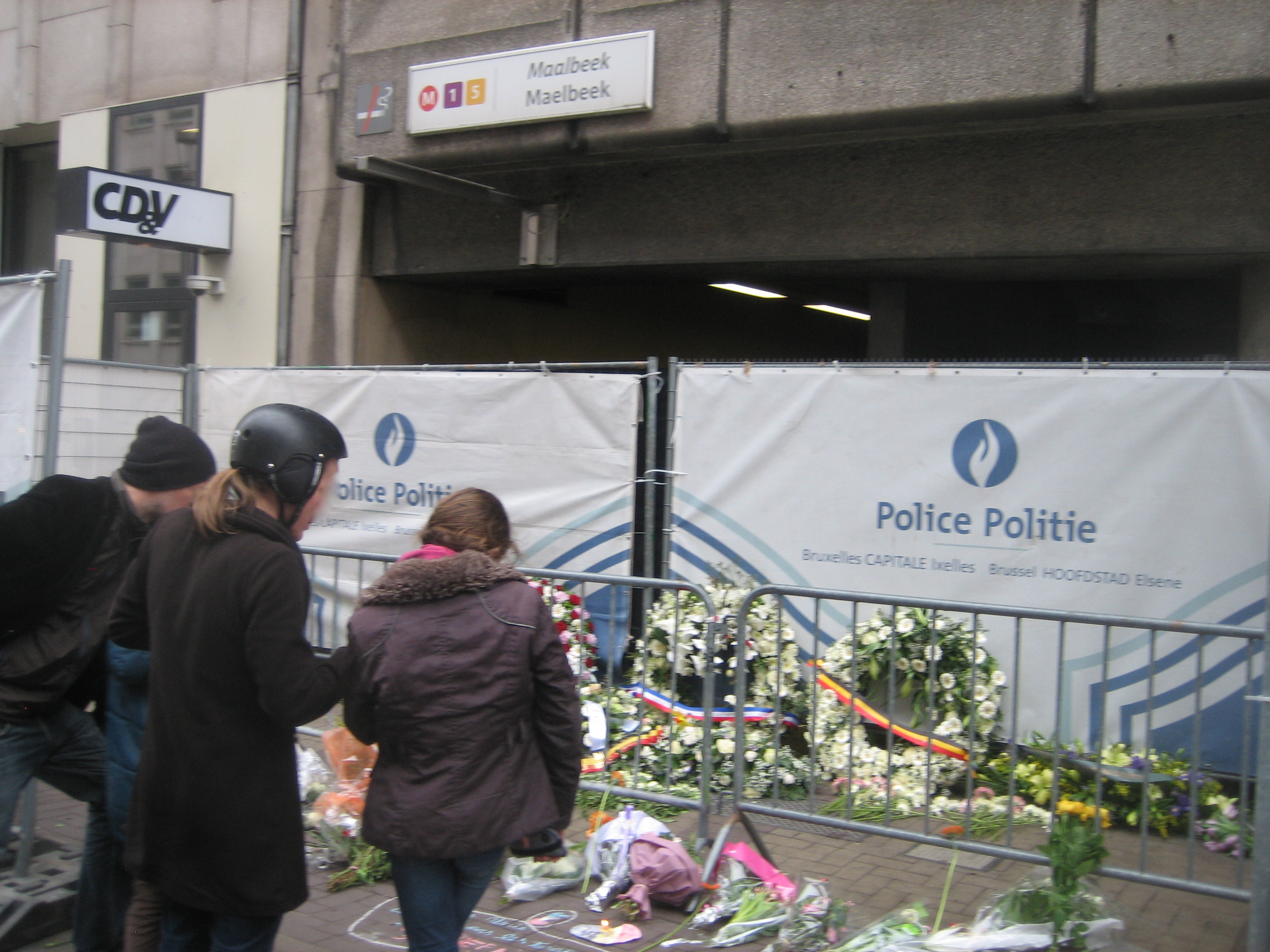
گذاشتن گل در ورودی ایستگاه متروی مالبیک
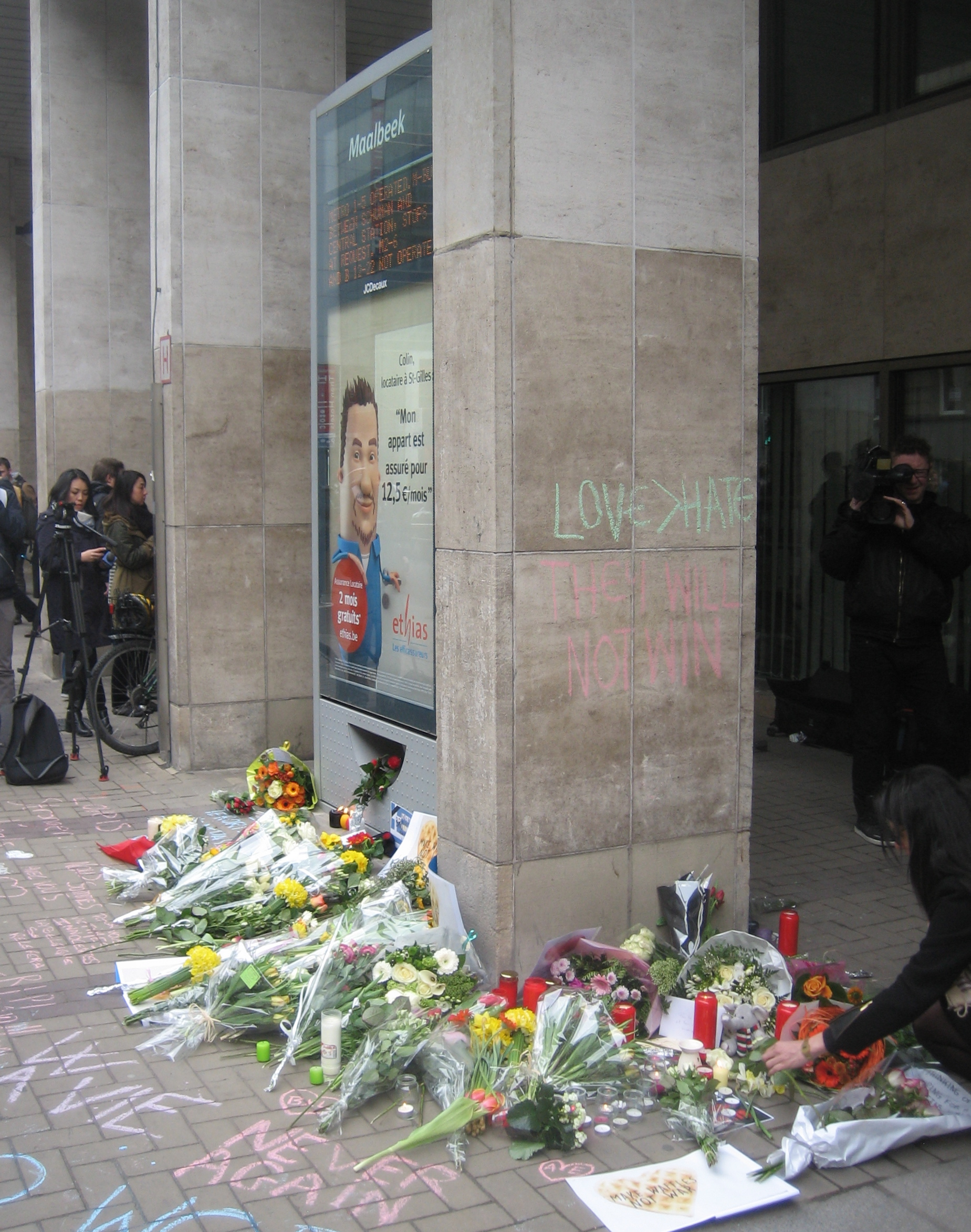
ورودی ایستگاه متروی مالبیک سه روز پس از حملات

## هویت مهاجمان

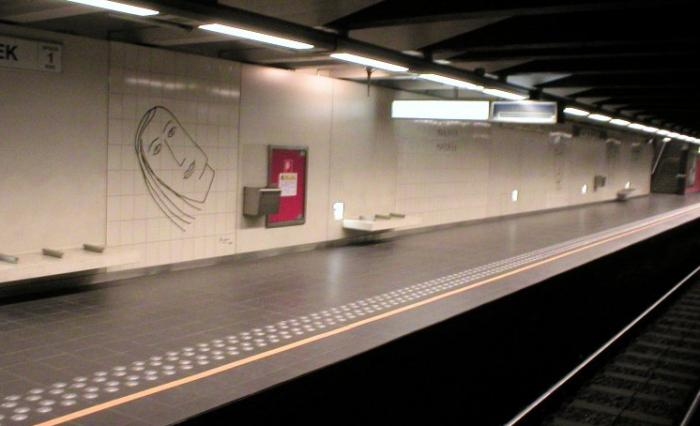
یکی از محل های حملات مارس ۲۰۱۶ بروکسل

مقام‌های بلژیک، ابراهیم البکراوی و نجیم عشراوی را به عنوان دو تن از عاملان انفجارهای انتحاری در فرودگاه بروکسل معرفی کردند. دی‌ان‌ای یافت شده بر جلیقه‌های انتحاری در حملات نوامبر ۲۰۱۵ پاریس نشان می‌دهد که نجیم عشراوی که به ظن ارتباط با انفجارهای مرگبار در پایتخت بلژیک تحت تعقیب بود، در ساختن بمب‌های به کار رفته در حملات نوامبر ۲۰۱۵ پاریس نیز دست داشته‌است. بنابر گزارش دویچه وله نیز دومین عامل انتحاری در فرودگاه بروکسل نجم العشراوی بوده که همچنین مظنون به ساختن کمربندهای انفجاری در حملات نوامبر ۲۰۱۵ پاریس بوده‌است. تصاویر ویدئویی او را در کنار ابراهیم البکراوی نشان می‌دهد که بعداً خود را در سالن پرواز فرودگاه بروکسل منفجر کرده‌است. به گفتهٔ دادستانی بلژیک شخص سومی که همراه دو عامل انتحاری بوده، پیش از انفجار از محل گریخته‌است.
برخی رسانه‌ها، از احتمال ارتباط این سه تن با صلاح عبدالسلام، مظنون اصلی در طراحی حملات نوامبر ۲۰۱۵ پاریس خبر می‌دهند.
نمایندهٔ پلیس بلژیک روز پنجشنبه (۲۴ مارس ۲۰۱۶) در خصوص انفجار در ایستگاه متروی مالبیک به خبرگزاری فرانسه گفت: تصاویر ویدئویی در کنار خالد البکراوی (که به عنوان عامل انتحاری در متروی بروکسل شناسایی شده) یک مظنون دیگر را نیز نشان می‌دهد که ساک بزرگی با خود حمل می‌کرده‌است. به گزارش رسانه‌ها، هنوز هویت این مرد روشن نشده و همچنین هنوز معلوم نیست که آیا او کشته شده یا نه. این تصاویر همچنین نشان می‌دهند که او با عامل انتحاری صحبت می‌کند، ولی همراه او سوار قطاری نمی‌شود که خالد البکراوی سپس کمربند انفجاری خود را در آن منفجر می‌کند.

### نجیم عشراوی
نجیم عشراوی (که خود را به دروغ سوفیان کایال معرفی می‌کرده) در ۱۸ می ۱۹۹۱ در شهر کوچک اجدیر واقع در سواحل شمالی کشور مراکش متولد شده‌است. هویت وی به عنوان یکی از دو بمب‌گذار انتحاری در فرودگاه بروکسل تأیید شده‌است.
او در مراکش به دنیا آمده اما در محله اسکاربیک شهر بروکسل بزرگ شده‌است. او در رشته مهندسی الکترومکانیک در یک دبیرستان کاتولیک محلی تحصیل می‌کرده‌است. بنابر گزارش‌ها وی در فوریه ۲۰۱۳ به کشور سوریه سفر کرده‌است.
در طول عملیات‌های پلیس که منجر به دستگیری صلاح عبدالسلام می‌شود نجیم عشراوی نیز همچون برادران البکراوی، راه گریزی می‌یابد. نجیم عشراوی همدست صلاح عبدالسلام بوده‌است. نجیم عشراوی در سراسر اروپا با نام دروغین سوفیان کایال سفر می‌کرده‌است. همچنین گفته می‌شود که جلیقه‌های انتحاری مورد استفاده در حملات نوامبر ۲۰۱۵ پاریس توسط وی ساخته‌شده‌است.

### اذعان بلژیک به اشتباهاتی در مورد مهاجمان بروکسل
ترکیه گفته که بکراوی را به ظن آنکه 'جنگجوی خارجی است' اخراج کرده‌بود اما بلژیک و هلند هشدارهای این کشور را "نادیده" گرفتند. وزرای کشور و دادگستری بلژیک پیشنهاد استعفا داده‌اند اما نخست‌وزیر بلژیک از آن‌ها خواسته به کار خود ادامه دهند. مدیر یوروپل، سازمان پلیس اتحادیه اروپا، به بی‌بی‌سی گفته‌است که شبکه جهادی‌های اروپا "گسترده‌تر از آن است که ابتدا فکر می‌کردیم." رابین وینرایت گفت نگرانی‌هایی هست که "پنج هزار مظنون در اروپا رادیکالیزه شده باشند و برای کسب تجربه جنگی به سوریه و عراق سفر کرده باشند و بعضی از آنها به اروپا بازگشته‌اند."
مقام‌های رسمی ترکیه می‌گویند: ابراهیم البکراوی، سال گذشته ۲ بار دستگیر و مسترد شده و به مقام‌های بلژیک نیز دربارهٔ احتمال همکاری او با گروه‌های تروریستی هشدار داده شده‌است. بر اساس گزارش‌ها، ابراهیم البکراوی یک بار در ماه ژوئن سال ۲۰۱۵ میلادی در مرز میان ترکیه و سوریه دستگیر و ۱۴ ژوئیه همان سال به هلند بازگردانده شده‌است. دومین زمان دستگیری وی نیز یازدهم اوت سال ۲۰۱۵ در فرودگاه شهر آنتالیا بوده و روز ۲۵ همین ماه مسترد شده‌است.

## هویت قربانیان

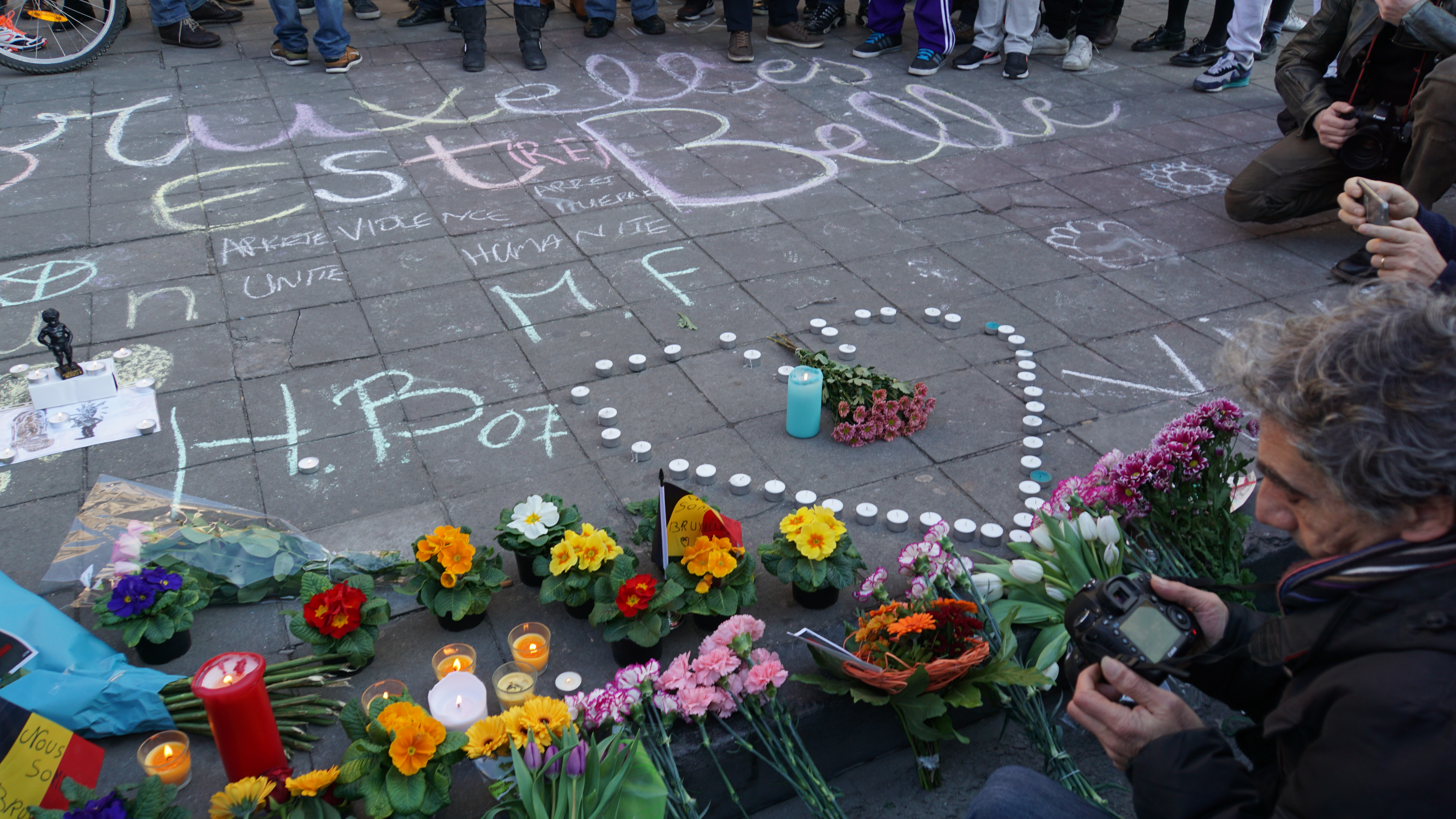

انفجارها در فرودگاه بروکسل و ایستگاه مترو به کشته شدن بیش از سی تن و مجروح شدن هفتاد تن انجامید. به گفته شاهدان عینی انفجار در مقابل گیت ورودی مسافران به هواپیمایی به مقصد آمریکا رخ‌داده است.
ویدیوهای منتشرشده دقایقی بعد از حمله، و از نخستین لحظات پس از انفجار مرگبار، در فرودگاه بروکسل نشان‌دهنده فریاد یک زن فارسی‌زبان است. در ساعات اولیه اعلامیه‌ای رسمی در خصوص وجود اتباع ایرانی در میان قربانیان این حادثه منتشرنشده بود اما در پی اخبار بعدی مشخص شد دست‌کم ۲ ایرانی در میان زخمی‌های انفجارهای بروکسل هستند، یک مادر و دختر ایرانی که قصد داشتند از بروکسل به آمریکا سفر کنند. به گفته منابع بیمارستانی بروکسل، این دو نفر مادر و دختر ساکن بلژیک هستند و قصد داشتند به آمریکا سفر کنند و در بیمارستان بستری هستند. منابع بیمارستانی می‌گویند این دو یکی، «زنی میان‌سال» است و دیگری یک «زنی کهن‌سال»، می‌باشد و از اتباع ایرانی ساکنِ بلژیک، هستند. بر اساس اخباری که منتشر شد بنا به توضیح «یک منبع کنسولی»، با توجه به انتشار خبری در رسانه‌ها مبنی بر احتمال وجود یک قربانی ایرانی در میان قربانیان انفجارهای تروریستی اخیر بروکسل به اطلاع رساند که، مطابق بررسی‌های بعمل‌آمده در انفجار فرودگاه بلژیک «تنها یکی از خانم‌های ایرانی» مجروح شده، و هیچ‌یک از اتباع ایرانی نیز کشته نشدند.
| ملیت                | کشته | زخمی |
| ------------------- | ---- | ---- |
| بلژیک               | ۱۶   |      |
| ایالات متحده آمریکا | ۴    |      |
| هلند                | ۲    |      |
| سوئد                | ۲    |      |
| بریتانیا            | ۱    |      |
| فرانسه              | ۱    |      |
| لهستان              | ۱    |      |
| ایتالیا             | ۱    |      |
| مراکش               | ۱    |      |
| پرو                 | ۱    |      |
| هند                 | ۱    |      |
| آلمان               | ۱    |      |
| چین                 | ۱    |      |
| سوئیس               | ۱    |      |
| مجموع تمام ملیت‌ها   | ۳۲   | ۳۱۶  |

## واکنش‌ها

### اظهارات اردوغان
اردوغان چهار روز قبل از حوادث بروکسل و در پی حملات تروریستی استانبول، گفته بود: «دلیلی وجود ندارد بمبی که در آنکارا منفجر شد، در بروکسل یا در هر شهر دیگر اروپایی نتواند منفجر شود.» او پس از حادثه تروریستی بروکسل، ادعا کرد که یکی از تروریست‌ها را به دولت بلژیک تحویل داده بود، اما مقامات بلژیکی او را رها ساختند. مقامات بلژیک در واکنش، ادعای اردوغان را تکذیب کردند.

### واکنش دولت بلژیک
نخست‌وزیر بلژیک، شارل میشل، در اولین واکنش به حملات تروریستی گفت:آنچه از ان می‌ترسیدیم، رخ داد. این لحظهٔ تاریک برای ملت بلژیک است. ما احتیاج داریم که آرام و متحد باقی بمانیم.
سخنگوی وزارت امور خارجه ایران ضمن محکوم کردن این حملات و ابراز همدردی با خانواده‌های قربانیان و ملت و دولت بلژیک، تروریسم و افراط‌گرایی را تهدیدی مشترک برای همه جهانیان خواند.

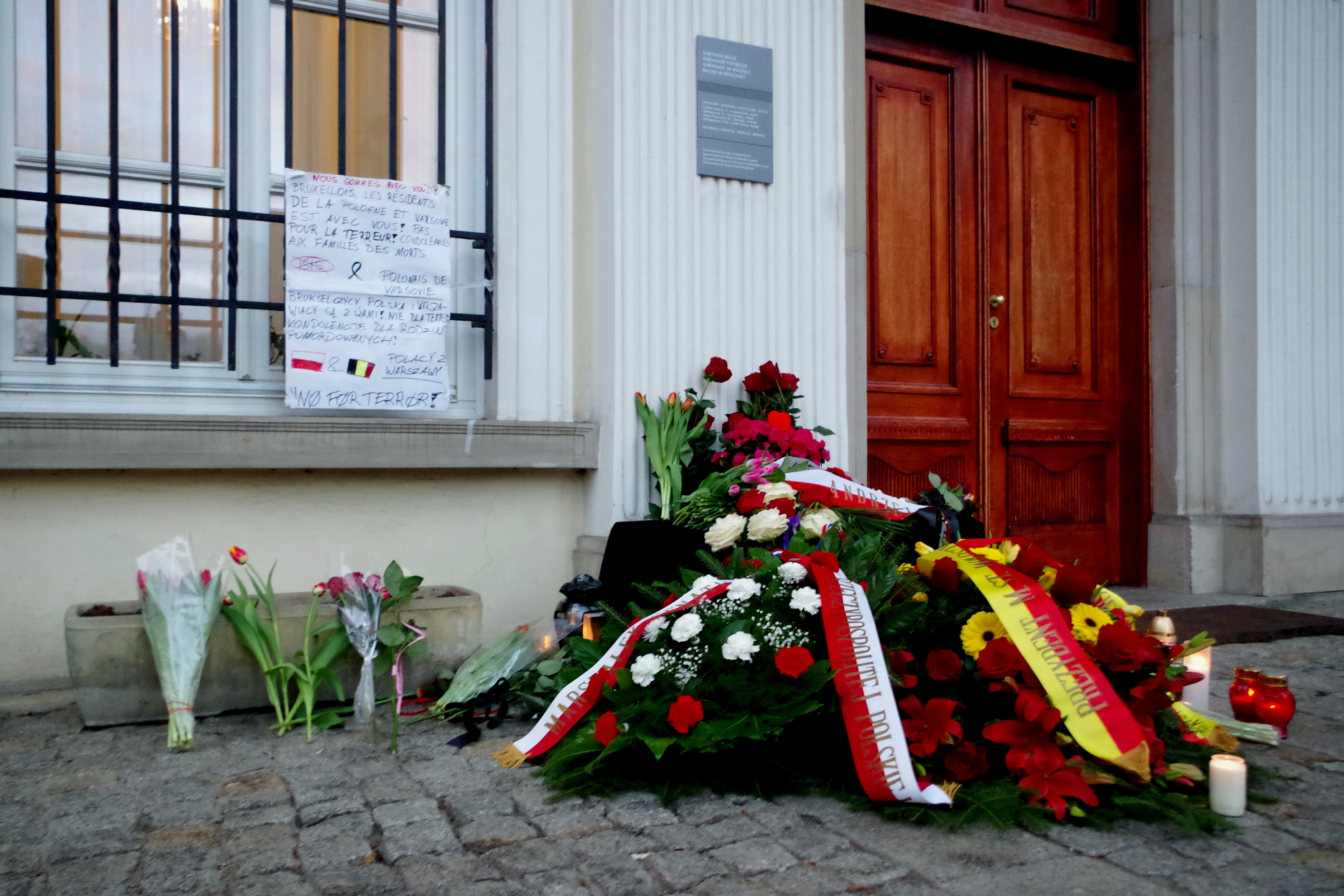
ادای احترام به سفارت بلژیک در ورشو، لهستان

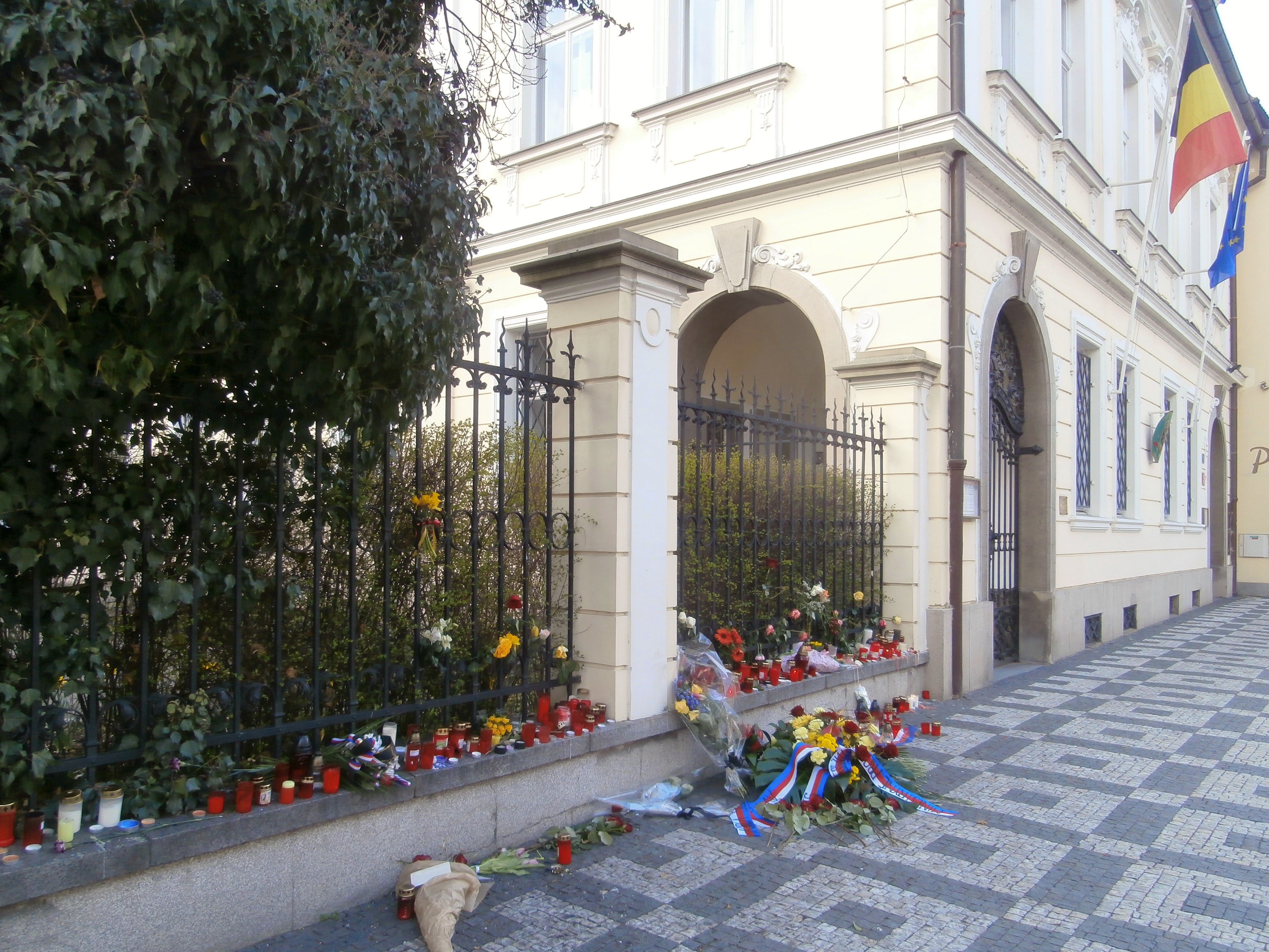

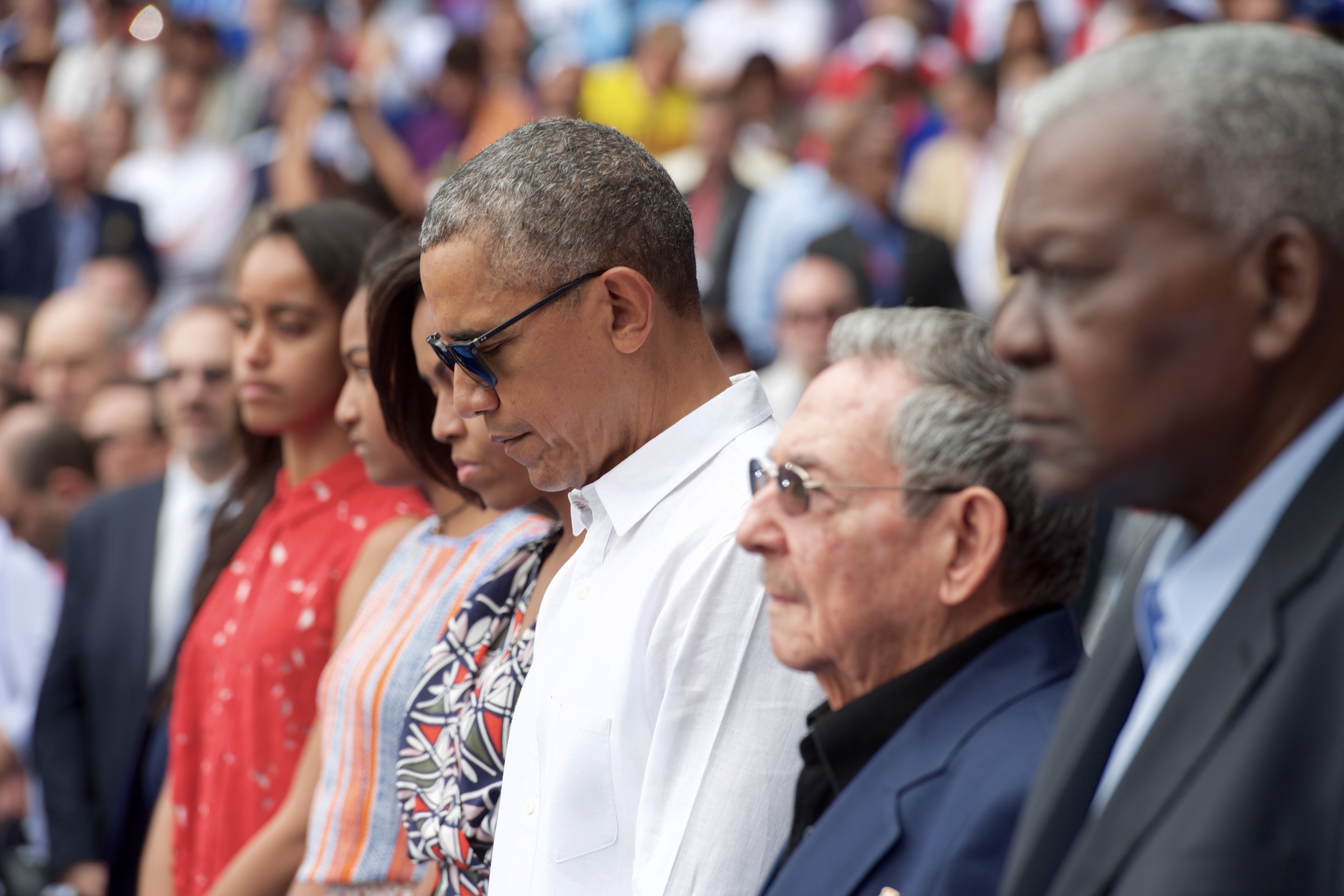
رائول کاسترو، باراک اوباما و میشل اوباما رعایت یک دقیقه سکوت برای قربانیان حملات ۲۲ مارس بروکسل در هاوانا

### واکنش‌های بین‌المللی
| نام                       | سمت                             | کشور نهاد           | واکنش |
| ------------------------- | ------------------------------- | ------------------- | --- |
| فرانسوا اولاند            | رئیس‌جمهور فرانسه                | فرانسه              | اولاند بعد انفجارهای بروکسل گفت در حال جنگ هستیم و تمام اروپا هدف قرار گرفته‌است. |
| باراک اوباما              | رئیس‌جمهور آمریکا                | ایالات متحده آمریکا | اوباما در واکنش به انفجارهای تروریستی در بروکسل گفت ایالات متحده هر کار که لازم باشد خواهد کرد تا حمله کنندگان به بلژیک را به دست عدالت بسپارد.                                                                                |
| احمد داووداغلو            | نخست وزیر ترکیه                 | ترکیه               | وی با محکوم کردن این حملات به ملت بلژیک تسلیت گفت و بر لزوم وحدت در مبارزه با تروریسم تأکید کرد. |
| فرانک والتر اشتاین مایر   | وزیر خارجه آلمان                | آلمان               | بلژیک تنها نیست و دوستان بلژیکی ما می‌توانند روی حمایت قاطع آلمان و اروپا حساب کنند. ما مشترکاً و قاطعانه جلوی تروریسم خواهیم ایستاد.                                                                                            |
| یوآخیم گاوک               | رئیس‌جمهور آلمان                 | آلمان               | خبرهای حملات وحشتناک در فرودگاه و متروی بروکسل شدیداً مرا تحت تأثیر قرار داد. این جنایت‌های وحشتناک را که این همه قربانی گرفت را به شدیدترین لحن محکوم می‌کنم. بعد از این اقدام خشونت‌آمیز تروریستی آلمان در کنار بلژیک قرار دارد. |
| هاینتس فیشر               | رئیس جمهور اتریش                | اتریش               | تروریسم و حمله به غیرنظامیان، ما را از مسیر دمکراسی خود منصرف نخواهد کرد. |
| دیوید کامرون              | نخست وزیر بریتانیا              | بریتانیا            | وی در توییتی اعلام کرداز حادثه پیش آمده در بروکسل شوکه شده و هر کاری را برای کمک به بلژیک انجام خواهد داد. |
| مارک روته                 | نخست وزیر هلند                  | هلند                | وی اعلام کرد هلند آماده است تا از همسایه خود به هر شکل ممکن حمایت کند. |
| آلکسیس سیپراس             | نخست وزیر یونان                 | یونان               | نباید ترس و تعصب بی جای مذهبی بر اروپا پیروز شود. افکار و دعاهای ما همراه ملت بلژیک است و مردم یونان با بلژیکی‌ها اعلام همبستگی می‌کنند.                                                                                         |
| خوزه مانوئل گارسیا ماگالو | وزیر امور خارجه اسپانیا         | اسپانیا             | از اخبار انفجارهای بروکسل بشدت تکان خورده است. وی معتقد است که داعش مسئول وقایع امروز بروکسل می‌باشد. |
| ولادیمیر پوتین            | رئیس جمهور روسیه                | روسیه               | ولادیمیر پوتین به شدت این جنایات وحشیانه را محکوم کرد و همدردی خود را با مردم بلژیک اعلام نمود. وی به مردم بلژیک اطمینان داد که روسیه در این شرایط سخت با آن‌ها همبستگی و اتحاد کامل دارد.                                      |
| کلاوس یوهانیس             | رئیس جمهور رومانی               | رومانی              | یوهانیس گفت ما وحشت زده و غمگینیم و من از این فرصت استفاده می‌کنم تا مراتب تسلیت و همدردی کامل خودم را با کسانی که از این حادثه آسیب دیده‌اند، به مقامات بلژیکی و به مردم این کشور ابراز کنم.                                    |
| استفان لوون               | نخست وزیر سوئد                  | سوئد                | انفجارهای امروز در بروکسل را حمله به اروپای دموکراتیک توصیف کرد. |
| صباح احمد جابر الصباح     | امیر کویت                       | کویت                | حمله‌های تروریستی بروکسل را محکوم کرد. |
| حسن روحانی                | رئیس جمهور ایران                | ایران               | حملات تروریستی بروکسل را به شدت محکوم و عمیق‌ترین مراتب تسلیت را به دولت، ملت و کسانی که عزیزان خود را در این حادثه از دست داده‌اند، اعلام کرد.                                                                                  |
| محمد جواد ظریف            | وزیر امور خارجه ایران           | ایران               | تروریسم و افراط گرایی یک معضل جهانی و مبارزه با آن نیازمند اقدام جهانی است. |
| پاپ فرانسیس               | پاپ                             | واتیکان             | پاپ فرانسیس، آن‌هایی را که کشته شدند، مشمول رحمت خداوند می‌کند و از طریق دعا در درد و رنج اقوام آنها، شریک است. |
| عبدالعزیز بوتفلیقه        | رئیس‌جمهور الجزایر               | الجزایر             | وی در پیامی به شاه فیلیپ کشته شدن مردم بلژیک را به وی تسلیت گفت. |
| الهام علی اف              | رئیس جمهور آذربایجان            | جمهوری آذربایجان    | وی نیز کشته شدن عده‌ای کثیر از مردم بلژیک در حادثه تروریستی را به نخست وزیر این کشور تسلیت گفت. |
| لارس لوکه راسموسن         | نخست وزیر دانمارک               | دانمارک             | وی این حملات را نفرت‌انگیز خواند. |
| جاستین ترودو              | نخست‌وزیر کانادا                 | کانادا              | وی در توییتر خود به شدت حملات تروریستی بروکسل را محکوم کرد؛ و اعلام کرد همراه متحد خود بلژیک خواهد بود. |
| انارندرا مودی             | نخست وزیر هند                   | هند                 | وی انفجارهای بروکسل را نگران‌کننده دانست واین حملات را محکوم کرد و به خانواده‌های قربانیان تسلیت فرستاد. |
| ماتئو رنتسی               | نخست‌وزیر ایتالیا                | ایتالیا             | وی در توییتی اعلام کرد قلب ذهن وی در بروکسل هست. |
| محمد ششم                  | پادشاه مراکش                    | مراکش               | وی چند ساعت پس از حملات با شاه فیلیپ تماس گرفته و این حملات را محکوم کرد و همبستگی خود را با مردم بلژیک بیان کرده‌است. |
| نواز شریف                 | نخست وزیر پاکستان               | پاکستان             | تروریسم یک تهدید به یک کشور یا یک ملت نیست بلکه برای کل بشریت تهدید محسوب می‌شود و برای حفظ نسل آینده باید با این تهدید مقابله کرد.                                                                                             |
| آندژی دودا                | رئیس جمهور لهستان               | لهستان              | وی در توییتی اعلام کرد با حیرت گزارش بمب‌گذاری‌های بروکسل را دنبال کرده‌است و به خوانده‌های قربانیان تسلیت فرستاد. |
| ایوهان اشنایدر-آمان       | رئیس‌جمهور سوئیس                 | سوئیس               | این حملات را محکوم کرد و به نمایندگی ز طرف مردم سوئیس به خانواده‌های قربانیان تسلیت فرستاد. |
| بان کی‌مون                 | دبیرکل سازمان ملل متحد          | سازمان ملل متحد     | به شدت حملات را محکوم کرد و امیدوار هست که کسانی که مسئول این حملات هستند به سرعت به دست عدالت سپرده شوند. |
| محمد اشرف غنی             | رئیس جمهور افغانستان            | افغانستان           | انفجار پایتخت بلژیک یکبار دیگر ثابت کرد که تروریسم مرز نمی‌شناسد و منحصر به یک منطقه نیست بلکه دشمن تمام بشریت است. |
| کیم یونگ-نام              | رئیس کل مجمع عالی خلق کره شمالی | کره شمالی           | پیامی برای شاه فیلیپ، و خانواده‌های قربانیان فرستاده و با آنان ابراز همدردی کرده‌است. |
| چو ژوئن هایوک             | وزیر خارجه کره جنوبی            | کره جنوبی           | به شدت حملات را محکوم کرد؛ و با خانواده‌های قربانیان ابراز همدردی کرد. |
| لی هسین لونگ              | نخست وزیر سنگاپور               | سنگاپور             | وی در نامه‌ای به نخست وزیر بلژیک تسلیت گفت. |

و کشورهای دیگری از جمله استرالیا ، برزیل ، بوسنی و هرزگوین ، کرواسی ، ایسلند ، ژاپن ، صربستان ، اوکراین ، قبرس ، اروگوئه ، اسرائیل ، آرژانتین  و مصر  نیز این حملات را بشدت محکوم کردند.

### تبعیض در پوشش خبری حملات تروریستی
دولت‌ها، رسانه‌های بین‌المللی و شبکه‌های اجتماعی به خاطر واکنش نشان دادن به شیوهٔ تبعیض‌آمیز نسبت به حملات تروریستی در بروکسل در مقایسه با حمالت در دیگر کشورهای بیرون از جهان غرب (مثلاً حملات چند روز قبل در ترکیه) مورد انتقاد قرار گرفتند. به همین صورت نحوهٔ واکنش‌ها نسبت به حملات تروریستی پاریس و حملات تروریستی بیروت (که آن هم چند روز قبل از پاریس اتفاق افتاد) مقایسه شد.

### پرچم بلژیک بر روی بناهای معروف جهان
اکثر نمادهای مهم دنیا از جمله برج ایفل در پاریس، دروازه براندنبورگ در برلین، کاخ جدید در اشتوتگارت، تالار شهر در لیسبون، برج خلیفه در دبی، کاخ سلطنتی در آمستردام، ساختمان مجلس سنا در مکزیک، فواره تروی در رم، میدان ترافالگار در لندن و مرکز تجارت جهانی در نیویورک بعد از وقوع این حادثه نور پردازی‌های خود را به رنگ پرچم بلژیک تغییر دادند.

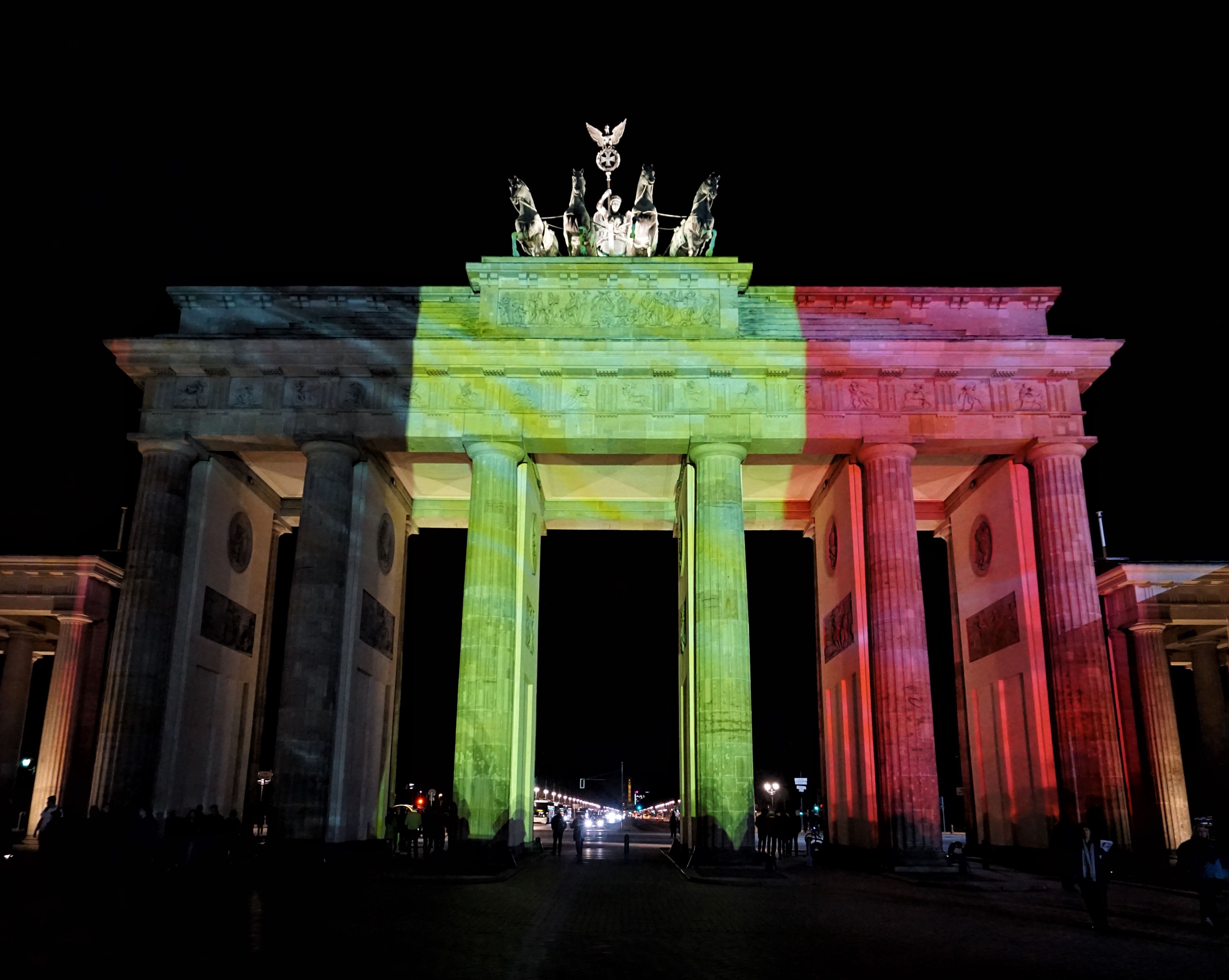
دروازه براندنبورگ برلین
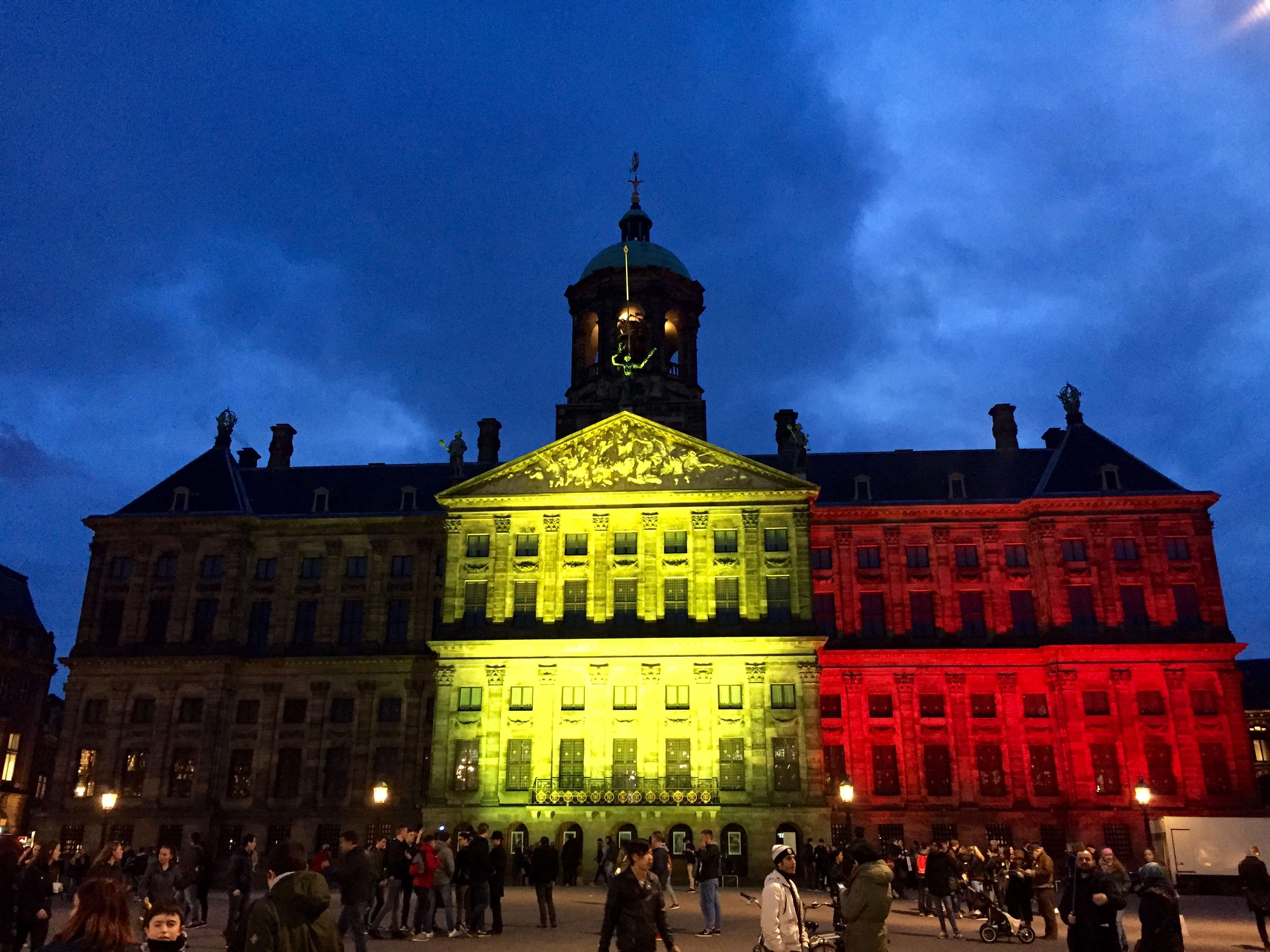
کاخ سلطنتی آمستردام آمستردام